# Pohořelice (Zlín)
Pohořelice (in tedesco Pohorschelitz) è un comune della Repubblica Ceca facente parte del distretto di Zlín, nella regione di Zlín.